# 東大法文1号館爆破事件
東大法文1号館爆破事件（とうだいほうぶん1ごうかんばくはじけん）とは、1977年（昭和52年）5月2日に東京都文京区で発生した爆弾テロ事件。日本の新左翼活動家である加藤三郎が起こした事件である。

## 被害大学の来歴
東京大学は、明治時代の建学以来、多くの人材を輩出してきた。また東大農学部は北海道に演習林を持っている。
加藤は、東京大学を「日本国家の侵略・抑圧・搾取などを正当化する精神的支柱で、現在も演習林の名目でアイヌモシリを侵略している」として、爆破を決意した。

## 事件の概要
1977年5月2日午後2時10分頃、東京大学法文1号館3階26番教室前の階段踊り場で突然爆発音がし、窓ガラスやドアが爆風で飛ばされた。26番教室では法学部の「フランス法」の授業が行われており、講義に出席していた学生3人が負傷した。その後の捜査で、消火器の破片などが見つかったり、塩素酸塩系の異臭がしたことから消火器爆弾による爆破事件と断定した。
その後、加藤は「世界革命戦線・大地の豚」名義の犯行声明文をマスコミに郵送した。犯行声明文には「東大及び東大的なものの解体を要求する」旨が記されていた。「大地の牙」ならぬ「大地の豚」としたのは「文明人の価値観」に対するアンチテーゼの意図があったという。